# ميلتون بينيتيز
ميلتون بينيتيز (بالإسبانية: Milton Benítez) هو لاعب كرة قدم ومدرب كرة قدم باراغواياني في مركز الهجوم، ولد في 30 مارس 1986 في بيدرو خوان كاباليرو في باراغواي. شارك مع منتخب باراغواي لكرة القدم. أما مع النوادي، فقد لعب مع أوليمبيا أسونسيون وسبورتيفو لوكوينو ونادي فاسكو دا غاما ونادي ليبرتاد وهواتشيباتو.

## وصلات خارجية
- ميلتون بينيتيز على موقع قاعدة بيانات كرة القدم.إي يو (الإنجليزية)
- ميلتون بينيتيز على موقع ناشيونال فوتبول تيمز (الإنجليزية)
- ميلتون بينيتيز على موقع Soccerway.com (الإنجليزية)